# Трепишта
Трепишта (грч. Άγιος Χριστόφορος, Ајос Христофорос) је насељено место у општини Еордеја у периферији Западна Македонија, Грчка. Према попису из 2021. године било је 434 становника.
Према бугарском географу и историчару, Василу Канчову, у Трепишту је 1900. године живело 280 Словена хришћана и 250 Турака. Године 1924. турско становништво је принудно исељено у Турску а на њихово место су насељене грчке избегличке породице из Турске, укупно 321 особа. На попису из 1940. године у селу је било 936 житеља, од чега су једна трећина Словени.